# Exoneura parvula
Exoneura parvula är en biart som beskrevs av Rayment 1935. Exoneura parvula ingår i släktet Exoneura och familjen långtungebin. Inga underarter finns listade i Catalogue of Life.

## Bildgalleri

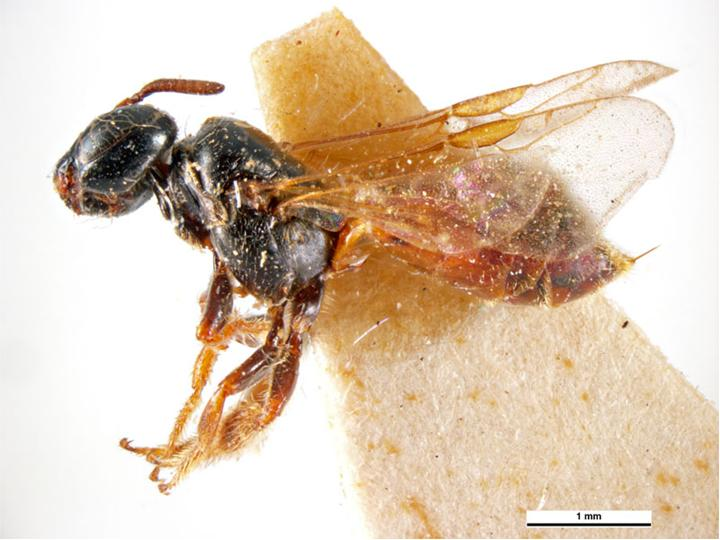